# Prima Divisione Piemonte-Valle d'Aosta 1950-1951
La Prima Divisione fu il massimo campionato regionale di calcio disputato in Piemonte nella stagione 1950-1951.

## Girone A

### Squadre partecipanti
| Squadra            | Città (provincia)               | Stagione precedente |
| ------------------ | ------------------------------- | ------------------- |
| G.S. Arona         | Arona (NO)                      |                     |
| U.S. Bavenese      | Baveno (NO)                     |                     |
| A.C. Castellettese | Castelletto Sopra Ticino (NO)   |                     |
| A.C. Gozzano       | Gozzano (NO)                    |                     |
| A.S. Juventus Domo | Domodossola (NO)                |                     |
| A.C. Meinese       | Meina (NO)                      |                     |
| S.S. Libertas      | Pallanza di Verbania (NO)       |                     |
| U.S. Pombiese      | Pombia (NO)                     |                     |
| G.S. Rumianca      | Rumianca di Pieve Vergonte (NO) |                     |
| G.S. Saini         | Cressa (NO)                     |                     |
| U.S. Sestese       | Sesto Calende (VA)              |                     |
| S.S. Stresa        | Stresa (NO)                     |                     |
| U.S. Varalpombiese | Varallo Pombia (NO)             |                     |
| A.S. Virtus Villa  | Villadossola (NO)               |                     |

### Classifica finale
|  | Pos. | Squadra           | Pt | G  | V  | N | P  | GF | GS  | DR  |
|  | ---- | ----------------- | -- | -- | -- | - | -- | -- | --- | --- |
|  | 1.   | Castellettese     | 39 | 26 | 18 | 3 | 5  | 79 | 32  | +47 |
|  | 2.   | Varalpombiese     | 38 | 26 | 17 | 4 | 5  | 59 | 21  | +38 |
|  | 3.   | Rumianca          | 32 | 26 | 14 | 4 | 8  | 58 | 47  | +11 |
|  | 3.   | Bavenese          | 32 | 26 | 14 | 4 | 8  | 60 | 50  | +10 |
|  | 5.   | Juventus Domo     | 29 | 26 | 12 | 5 | 9  | 64 | 38  | +26 |
|  | 6.   | Arona             | 27 | 26 | 12 | 3 | 11 | 61 | 48  | +13 |
|  | 6.   | Libertas Pallanza | 27 | 26 | 12 | 3 | 11 | 58 | 64  | -6  |
|  | 8.   | Gozzano           | 25 | 26 | 11 | 3 | 12 | 52 | 46  | +6  |
|  | 9.   | Virtus Villa      | 24 | 26 | 10 | 4 | 12 | 57 | 41  | +18 |
|  | 10.  | Pombiese          | 23 | 26 | 11 | 1 | 14 | 66 | 82  | -16 |
|  | 11.  | Saini             | 21 | 26 | 8  | 5 | 13 | 41 | 66  | -25 |
|  | 12.  | Sestese           | 20 | 26 | 9  | 2 | 15 | 43 | 55  | -12 |
|  | 13.  | Stresa            | 19 | 26 | 7  | 5 | 14 | 46 | 70  | -24 |
|  | 14.  | Meinese           | 8  | 26 | 3  | 2 | 21 | 29 | 113 | -84 |

Legenda:
      Ammesso alla finale regionale.
      Retrocesso in Seconda Divisione.
Regolamento:
Due punti a vittoria, uno a pareggio, zero a sconfitta.
Pari merito in caso di pari punti.

## Girone B

### Squadre partecipanti
| Squadra                 | Città (provincia)         | Stagione precedente |
| ----------------------- | ------------------------- | ------------------- |
| A.C. Borgodalese        | Borgo d'Ale (VC)          |                     |
| A.S. Cameri             | Cameri (NO)               |                     |
| C.R.A.L. Cartiera Burgo | Romagnano Sesia (NO)      |                     |
| A.S. Cossatese          | Cossato (VC)              |                     |
| A.C. Fortitudo          | Pontestura (AL)           |                     |
| U.S. Grignasco          | Grignasco (NO)            |                     |
| U.S. Junior             | Casale Monferrato (AL)    |                     |
| U.S. Livorno Ferraris   | Livorno Ferraris (VC)     |                     |
| U.S. Popolo             | Casale Popolo (AL)        |                     |
| A.S. Pro Asigliano      | Asigliano Vercellese (VC) |                     |
| S.S. Quaronese          | Quarona (VC)              |                     |
| A.S. Romentinese        | Romentino (NO)            |                     |
| S.S. Sparta             | Novara                    |                     |
| A.C. Trecate            | Trecate (NO)              |                     |

### Classifica finale
|  | Pos. | Squadra          | Pt | G  | V  | N | P  | GF | GS | DR  |
|  | ---- | ---------------- | -- | -- | -- | - | -- | -- | -- | --- |
|  | 1.   | Cossatese        | 41 | 26 | 19 | 3 | 4  | 86 | 27 | +59 |
|  | 2.   | Trecate          | 38 | 26 | 17 | 4 | 5  | 93 | 38 | +55 |
|  | 3.   | Livorno Ferraris | 31 | 26 | 13 | 5 | 8  | 63 | 48 | -15 |
|  | 4.   | Popolo           | 30 | 26 | 14 | 2 | 10 | 63 | 29 | +34 |
|  | 5.   | Cartiera Burgo   | 28 | 26 | 12 | 4 | 10 | 49 | 40 | +9  |
|  | 6.   | Grignasco        | 27 | 26 | 11 | 5 | 10 | 50 | 53 | -3  |
|  | 7.   | Borgodalese      | 25 | 26 | 9  | 7 | 10 | 52 | 66 | -14 |
|  | 8.   | Pro Asigliano    | 24 | 26 | 9  | 6 | 11 | 54 | 48 | +6  |
|  | 9.   | Cameri           | 23 | 25 | 10 | 3 | 12 | 45 | 57 | -12 |
|  | 9.   | Fortitudo        | 23 | 26 | 9  | 5 | 12 | 49 | 70 | -21 |
|  | 11.  | Sparta Novara    | 20 | 25 | 9  | 2 | 14 | 42 | 67 | -25 |
|  | 12.  | Quaronese        | 19 | 26 | 8  | 3 | 15 | 53 | 74 | -21 |
|  | 13.  | Junior           | 18 | 26 | 8  | 2 | 16 | 30 | 73 | -43 |
|  | 14.  | Romentinese      | 15 | 26 | 6  | 3 | 17 | 41 | 80 | -39 |

Legenda:
      Ammesso alla finale regionale.
      Retrocesso in Seconda Divisione.
Regolamento:
Due punti a vittoria, uno a pareggio, zero a sconfitta.
Pari merito in caso di pari punti.
Note:
Sparta Novara e Cameri una partita in meno.

## Girone C

### Squadre partecipanti
| Squadra               | Città (provincia)      | Stagione precedente |
| --------------------- | ---------------------- | ------------------- |
| U.S. Casellese        | Caselle Torinese (TO)  |                     |
| U.S. Castellamonte    | Castellamonte (TO)     |                     |
| U.S. Ciriè            | Cirié (TO)             |                     |
| U.S. Ivrea            | Ivrea (TO)             |                     |
| U.S. Lanzese          | Lanzo Torinese (TO)    |                     |
| A.S. Leumann          | Torino-Borgata Leumann |                     |
| U.S. Rivoli           | Rivoli (TO)            |                     |
| G.S. S.N.I.A. Viscosa | Torino                 |                     |
| U.S. Saluggese        | Saluggia (VC)          |                     |
| U.S. Settimese        | Settimo Torinese (TO)  |                     |
| U.S. Strambinese      | Strambino (TO)         |                     |
| S.P. Taurus Bertolla  | Torino                 |                     |
| A.S. Vallorco         | Cuorgnè (TO)           |                     |
| U.S. Volpiano         | Volpiano (TO)          |                     |

### Classifica finale
|  | Pos. | Squadra         | Pt | G  | V  | N  | P  | GF | GS | DR  |
|  | ---- | --------------- | -- | -- | -- | -- | -- | -- | -- | --- |
|  | 1.   | Lanzese         | 38 | 26 | 15 | 8  | 3  | 53 | 19 | +34 |
|  | 2.   | Ciriè           | 36 | 26 | 13 | 10 | 3  | 61 | 33 | +28 |
|  | 3.   | Casellese       | 35 | 26 | 15 | 5  | 6  | 62 | 34 | +28 |
|  | 4.   | Vallorco        | 34 | 26 | 14 | 6  | 6  | 68 | 41 | +27 |
|  | 4.   | Settimese       | 34 | 26 | 15 | 4  | 7  | 58 | 41 | +17 |
|  | 6.   | Ivrea           | 33 | 26 | 13 | 7  | 6  | 70 | 37 | +33 |
|  | 7.   | Leumann         | 30 | 26 | 13 | 4  | 9  | 42 | 36 | +6  |
|  | 7.   | Rivoli          | 30 | 26 | 11 | 8  | 7  | 38 | 35 | +3  |
|  | 9.   | Strambinese     | 26 | 26 | 12 | 2  | 12 | 48 | 59 | -11 |
|  | 10.  | Volpiano (-1)   | 20 | 26 | 8  | 5  | 13 | 48 | 55 | -7  |
|  | 11.  | Castellamonte   | 17 | 26 | 8  | 1  | 17 | 40 | 70 | -30 |
|  | 12.  | Saluggese (-1)  | 14 | 26 | 5  | 5  | 16 | 47 | 71 | -34 |
|  | 13.  | Snia Viscosa    | 8  | 26 | 3  | 2  | 21 | 20 | 65 | -45 |
|  | 14.  | Taurus Bertolla | 7  | 26 | 3  | 1  | 22 | 24 | 83 | -59 |

Legenda:
      Ammesso alla finale regionale.
      Retrocesso in Seconda Divisione.
  Retrocesso e in seguito riammesso.
Regolamento:
Due punti a vittoria, uno a pareggio, zero a sconfitta.
Pari merito in caso di pari punti.
Note:
Volpiano e Saluggese hanno scontato 1 punto di penalizzazione in classifica per una rinuncia.

## Girone D

### Squadre partecipanti
| Squadra                  | Città (provincia)       | Stagione precedente |
| ------------------------ | ----------------------- | ------------------- |
| U.S. Albese              | Alba (CN)               |                     |
| A.S. Carignano           | Carignano (TO)          |                     |
| Pol. "Carletto Michelis" | Busca (CN)              |                     |
| U.S. Carmagnolese        | Carmagnola (TO)         |                     |
| A.S. Cenisia             | Torino-Cenisia          |                     |
| A.C. La Pedona           | Borgo San Dalmazzo (CN) |                     |
| G.S. Lancia              | Torino                  |                     |
| A.C. Perosa              | Perosa Argentina (TO)   |                     |
| F.C. Pinerolo            | Pinerolo (TO)           |                     |
| U.S. R.I.V.              | Villar Perosa (TO)      |                     |
| U.S. Robaldo             | Moncalieri (TO)         |                     |
| A.C. Saluzzo             | Saluzzo (CN)            |                     |
| G.S. Ugo Fassio          | Montegrosso d'Asti (AT) |                     |
| U.S. Val Pellice         | Torre Pellice (TO)      |                     |

### Classifica finale
|  | Pos. | Squadra           | Pt | G  | V  | N | P  | GF | GS | DR  |
|  | ---- | ----------------- | -- | -- | -- | - | -- | -- | -- | --- |
|  | 1.   | Cenisia           | 34 | 26 | 15 | 4 | 7  | 61 | 39 | +22 |
|  | 2.   | Ugo Fassio        | 33 | 26 | 14 | 5 | 7  | 61 | 45 | +16 |
|  | 3.   | Valpellice        | 32 | 26 | 14 | 4 | 8  | 52 | 40 | +12 |
|  | 4.   | Pinerolo          | 30 | 26 | 11 | 8 | 7  | 49 | 38 | +13 |
|  | 4.   | Saluzzo           | 30 | 26 | 12 | 6 | 8  | 50 | 41 | +9  |
|  | 6.   | R.I.V.            | 29 | 26 | 13 | 3 | 10 | 61 | 51 | +10 |
|  | 7.   | Carignano         | 26 | 26 | 11 | 4 | 11 | 48 | 44 | +4  |
|  | 8.   | Carmagnolese      | 25 | 26 | 12 | 1 | 13 | 44 | 49 | -5  |
|  | 8.   | Perosa            | 25 | 26 | 9  | 7 | 10 | 37 | 43 | -6  |
|  | 10.  | Robaldo           | 24 | 26 | 9  | 6 | 11 | 41 | 43 | -2  |
|  | 11.  | Lancia            | 21 | 26 | 7  | 7 | 12 | 41 | 48 | -7  |
|  | 11.  | Albese            | 21 | 26 | 7  | 7 | 12 | 38 | 47 | -9  |
|  | 11.  | La Pedona         | 21 | 26 | 8  | 5 | 13 | 42 | 56 | -14 |
|  | 14.  | Carletto Michelis | 13 | 26 | 5  | 3 | 18 | 40 | 82 | -42 |

Legenda:
      Ammesso alla finale regionale.
      Retrocesso in Seconda Divisione.
Regolamento:
Due punti a vittoria, uno a pareggio, zero a sconfitta.
Pari merito in caso di pari punti.

## Finali regionali
|               | Risultato |               | Luogo e data                             |  |
| ------------- | --------- | ------------- | ---------------------------------------- |  |
| Castellettese | 0 - 0     | Cossatese     | Castelletto Sopra Ticino, 27 maggio 1951 |  |
| Cossatese     | 1 - 0     | Castellettese | Cossato, 03 giugno 1951                  |  |
|               |           |               |                                          |  |

### Verdetti finali
- Lanzese e Cenisia hanno rinunciato alle finali.
- Cossatese campione regionale piemontese di Prima Divisione 1950-1951
- Castellettese, Cossatese e Cenisia promosse in Promozione 1951-1952.

### Giornali
- Archivio della Gazzetta dello Sport, stagione 1950-51, consultabile presso le Biblioteche:
  - Biblioteca Nazionale Braidense di Milano,
  - Biblioteca Nazionale Centrale di Firenze,
  - Biblioteca Nazionale Centrale di Roma,
  - Biblioteca Civica Berio di Genova,
  - e presso Emeroteca del C.O.N.I. di Roma (non è online ma è da consultare in sede).
- L'Eco della Zizzola, stagione 1950-1951, consultabile online (il 31 maggio 1951, anno V n.22, pag. 4) – I giornali del Piemonte.
- Eco di Biella, stagione 1950-1951, consultabile online.

### Libri
- Almanacco illustrato del Calcio 1951, Milano-Roma, Rizzoli, 1950.